# Светски дан Битлса
Светски дан Битлса (енгл. Global Beatles Day) је годишњи празник који се одржава 25. јуна сваке године и који одаје почаст и слави идеале Битлса.  Датум, 25. јун, изабран је у знак сећања на датум када су Битлси учествовали у емисији Наш свет 1967. године, изводећи „All You Need Is Love“ емитовану међународној публици.  Празник је осмислио и први пут прославио 2009. године обожаватељ Битлса Фејт Коен, који га назива „писмом захвалности или љубавним писмом Битлсима“.  
Догађај се обележава уз музику и разне догађаје који славе мир и хармонију.    Куба је искористила прилику да организује филмски фестивал Битлса 2018.  Прославе на мрежи су укључивале повезивање Амазона, заједнички концерт уживо на Bigo Live-у,  креације и колекције стрипова са темом Битлса и коришћење хештега на друштвеним мрежама #GlobalBeatlesDay.  